# Elfriede Brinker-Meyendriesch
Elfriede Brinker-Meyendriesch (* 1953 in Rheine) ist eine deutsche Erziehungswissenschaftlerin auf dem Gebiet der Hochschuldidaktik und Berufspädagogik der Gesundheitsberufe. Sie war Professorin an der Fliedner Fachhochschule Düsseldorf und leitete dort den Masterstudiengang „Berufspädagogik Pflege und Gesundheit“. Zu ihren Arbeitsschwerpunkten zählen die Entwicklung von Studiengängen, die Beratung von Hochschulen, Forschungen zur Lehrerbildung „Pflege und Gesundheit“ sowie die Hochschullehre.

## Werdegang
Brinker-Meyendriesch absolvierte 1981 mit dem Ersten Staatsexamen ein Lehramtsstudium an der Universität Münster. Zuvor hatte sie eine Pflegeausbildung abgeschlossen und war dann in leitender Position tätig gewesen. Ab 1990 war Brinker-Meyendriesch hauptsächlich in Modellprojekten in Forschung und Evaluation und in der Lehre tätig. Sie nahm an einem Aufbaustudium der Gesundheitswissenschaften und Öffentlichen Gesundheitsförderung an der Universität Bielefeld teil und nutze ein Studienangebot der Universität Osnabrück für Lehrpersonen an Schulen des Gesundheitswesens. Mit ihrem Promotionsstudium im Fach Soziologie an der Universität Dortmund wurde ihr 2001 der Doktorgrad der Erziehungswissenschaft zu der Thematik der sich in den frühen 90er Jahren entwickelnden Pflegepädagogik verliehen.

## Forschung und Lehre
Ihr Arbeitsschwerpunkt liegt auf der Strukturanalyse und inhaltlichen Ausgestaltung der Lehrerbildung für Pflege- und Gesundheitsberufe. Sie wirkte an Hochschulgründungen mit, entwickelte Studiengänge und beobachtete und beforschte die sich entwickelnde Studienlandschaft. Sie ist Autorin und Herausgeberin sowie Gutachterin fachwissenschaftlicher Publikationen und Mitglied in Fachgesellschaften.
Ihre Literaturarbeiten sind häufig systemtheoretisch ausgerichtet. Bereits in den frühen 2000er-Jahren brachte sie konstruktivistische Ansätze in die Lehrerbildung der Pflege- und Gesundheitsberufe ein.
Zudem forschte sie zum Lernen und Arbeiten in Einrichtungen für Menschen mit Demenz sowie zur Fortbildung häuslicher Krankenpflege für schwerstkranke Kinder.
In ihren Veröffentlichungen entwickelte sie unter anderem folgende Konzepte:
- Parallelwelten: Parallelität der beruflichen Ausbildungen im Gesundheitswesen oder Bildungswesen und der Lehrerbildungen an Universitäten oder Hochschulen für angewandte Wissenschaften in Deutschland
- Drei-Phasen-Modell forschenden Lernens: Entwicklung und Umsetzung des Modells für selbstgesteuerte Praxisphasen in der Lehrerbildung
- Die Grätsche: Analyse systemischer Spannungsfelder in der dualen Pflegeausbildung[4]
- Interaktionssystem der Lernortkooperation: Anwendung systemtheoretischer Aussagen zur Erklärung und Gestaltung von Kooperationen zwischen Schule und Praxis in der beruflichen und hochschulischen Bildung
- Vorsätzliches Denken im Monitoring-Tower: Metakognitive Steigerung der Selbst-Steuerungsfähigkeit in Bildungsprozessen
- Tableau der Meta-Reflexion: Eine Praktik für übergeordnete Reflexionsprozesse in Ausbildung, Studium und Beruf

## Werke (Auswahl)
- mit Alfred Schneider, Kordula Schneider (Hrsg.): Pflegepädagogik. Für Studium und Praxis. Springer-Verlag, Berlin 2003/2005, ISBN 978-3-540-41870-2
- mit Anke Erdmann: Demenz. Lernen und Arbeiten im Modellhaus Schwansen. Forschungsergebnisse aus dem Leuchtturmprojekt „TransAltern“. Mabuse, Frankfurt am Main 2011
- Das Drei-Phasen-Modell forschenden Lernens. Von der studentischen Berufsfeldstudie zum studentischen Unterricht (S. 78-113) In: Elfriede Brinker-Meyendriesch / Frank Arens (Hrsg.): Drei-Phasen-Modell forschenden Lernens: Beiträge für die Lehrerbildung, wvb, Berlin 2020, ISBN 978-3-96138-224-8
- Lehrerbildung Pflege und Gesundheit. Mangel an innerdisziplinärem Konsens und Nicht-Gelöst-Sein der Parallelwelten? Eine produktive Selbstkritik. In: Wolfgang von Gahlen-Hoops / Katharina Genz (Hrsg.): Pflegedidaktik im Überblick. transcript, Bielefeld 2022, ISBN 978-3-8376-6455-3
- Zur Weiterentwicklung einer zukunftsgerichteten Lehrerbildung aller Heilberufe. In: Pädagogik der Gesundheitsberufe. Die Zeitschrift für den interprofessionellen Dialog, 2025, ISSN-Print: 2199-9562